# Лаченсовский Дели
Лаченсовский Дели (англ. Lutyens' Delhi) — это район Нью-Дели, Индия, названный в честь британского архитектора Эдвина Лаченса (1869—1944), который занимался архитектурным проектированием и строительством большей части зданий, в то время когда Индия была частью Британской империи в 1920-х и 1930-х годах. Она также включает Лаченс бунгало-зону (LBZ).

## История
До того, как в 1911 году была основана новая имперская столица Нью-Дели, вокзал Олд Дели обслуживал железную дорогу Агра-Дели — линию, рассекающую то, что сегодня называется Лаченсовским Дели. В конечном итоге линию перенесли, чтобы освободить место для новой столицы, а вокзал Нью-Дели был построен в 1926 году рядом с воротами Аджмери.

## Проектирование и строительство
Лаченс возглавил группу архитекторов по проектированию центральной административной части города, обязуясь сохранить треть площади под зелёные насаждения. В центре города находится впечатляющий Раштрапати-Бхаван, ранее известный как резиденция вице-короля, расположенный на вершине Райсина Хилл. Проспект Раджпатх, который также известен как Королевский путь, соединяет Ворота Индии и Раштрапати-Бхаван, в то время как Джанпатх, который пересекает его под прямым углом, соединяет Саут-Энд-роуд (переименованную в Раджеш Пилот Марг) с Коннот-Плейс. В настоящее время Раштрапати-Бхаван является официальной резиденцией президента Индии.
Здание Секретариата, в котором размещаются различные министерства правительства Индии, включая офис премьер-министра, находится рядом с Раштрапати-Бхаван и было спроектировано Гербертом Бейкером. Бейкер также спроектировал здание Парламента, расположенное на Сансад-Марг, которая проходит параллельно Раджпатх. Два великолепных собора этой части города — англиканский кафедральный собор и католический Собор Святейшего Сердца Иисуса — были спроектированы Генри Меддом.

## Прилегающие районы
Вокруг больших зелёных просторов LBZ проходит широкая зелёная полоса — пологий склон, покрытый деревьями, ухоженные газоны и величественные здания, которые защищают и ограждают LBZ от водоворота и толпы переполненных районов Дели: к западу — обширная лесистая местность Дели-Ридж, прилегающая к просторным владениям президентского поместья; к западу и югу — парк Неру, ипподром, база ВВС, Дели Джимкана Клаб, аэропорт Сафдарджунг, гробница Сафдаржанга и претенциозные современные постройки дипломатического анклава; к югу — Сады Лоди со сказочными гробницами и руинами эпохи Лоди; на юго-востоке — щедро ухоженные зелёные поля Дели Гольф Клаб с руинами эпохи Моголов; а за гольф-полями, на границе LBZ — зелёные просторы Национального зоологического парка, озера, Пурана-Кила и гробница Хумаюна. Правительство ухаживает за прилегающими районами с той же щедростью, что и за LBZ. Те, кто не может купить дом в LBZ, покупают в прилегающих районах, например, в Джор Багх, где цены на недвижимость почти такие же высокие, как и в LBZ.

## Выдающиеся политические жители
Официальная резиденция премьер-министра Индии находится в LBZ. Он живёт на Рейс Корс Роуд, 7 в комплексе из пяти бунгало, раскинувшихся на 12 акрах. Бывший премьер-министр Индии Манмохан Сингх также живёт в LBZ. Ему было предоставлено бунгало типа VIII на Мотилал Неру Марг, 3, которое ранее занимал главный министр Дели Шейла Дикшит, а с 27 февраля 2014 года — Камал Натх, министр городского развития. Манмохану Сингху было выделено обширное бунгало в связи с тем, что он является членом Раджья сабха от штата Ассам.
Бывшие премьер-министры, которые не являются членами парламента (ЧП), не могут претендовать на правительственное бунгало. Тем не менее, Атал Бихари Ваджпаи, другой бывший премьер-министр, который не является членом какой-либо палаты парламента, живёт в бунгало на Кришна Менон Марг с 2005 года.